# Zaalbrug

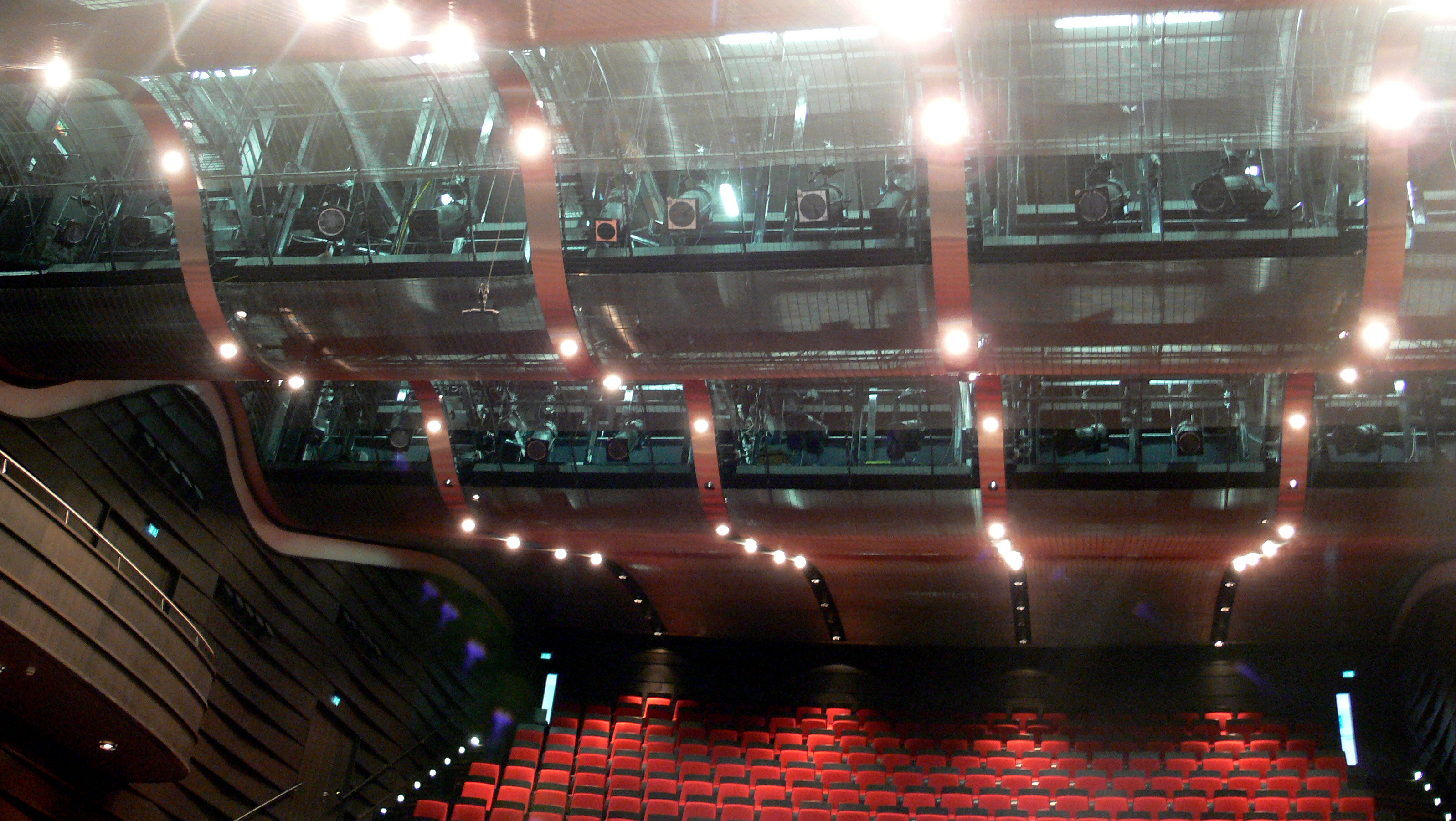
Een zaalbrug in het theater van Bielefeld

Een zaalbrug  is een lichtbrug in een theaterzaal.
De zaalbrug hangt boven het publiek, vaak als onderdeel van een beloopbaar grid onder het dak, om theaterlampen aan te hangen en zo een frontlicht te creëren.